# Operabase
Operabase (Kofferwort aus Opera und Database) ist eine globale online verfügbare Datenbank mit Informationen über Opernproduktionen und -aufführungen, Solisten und künstlerische Mitwirkende sowie Opernhäuser und -ensembles. Sie wurde 1996 von dem englischen Software-Ingenieur und Opernliebhaber Mike Gibb gegründet. Was zunächst als Hobbyseite gedacht war, wurde nach drei Jahren zu seiner Vollzeitbeschäftigung. Das Opernmagazin beschreibt die Operabase-Website als „die umfassendste Quelle für Daten über Opernaktivitäten“.  Gibb verkaufte Operabase 2018 an Truelinked. Das Unternehmen wurde dann von Arts Consolidated (mit Hauptsitz in Dänemark) aufgekauft und 2021 neu gestartet. 

## Inhalt

### Frühe Expansion
Zum zehnten Jahrestag im Jahr 2006 verzeichnete die Website „etwa 10 000 Besucher pro Tag auf der öffentlichen Website, die zusammen über vier Millionen Seiten pro Monat ansehen.“ Im Herbst desselben Jahres berichtete das britische Magazin Opera Now, dass „Operabase die Herkulesaufgabe übernommen hat, [die Website] jedem Bürger der Europäischen Union in seiner eigenen Sprache zugänglich zu machen - nicht nur in den 21 (Stand: Januar 2007) Amtssprachen der EU, sondern auch in Katalanisch, Isländisch und Norwegisch.“ Seit November 2012 ist der kostenlose öffentliche Bereich der Website in 22 Sprachen verfügbar und enthält 37.000 Aufführungen, 40.000 Künstler, 700 Opernhäuser, Festivals und Theater sowie die Kontaktdaten und Dienstpläne von 400 Künstlermanagern.
Sieben Jahre nach dem Start der öffentlichen Website folgte eine professionelle Website, und innerhalb von drei Jahren waren 200 Opernhäuser von der Met bis zur Scala Abonnenten. Das anfängliche Serviceangebot für die jährliche Abonnementgebühr von 750 Euro umfasste mehr Künstlerinformationen und ein Operncasting-Tool. Das Casting-Tool diente der Suche nach Sängern für eine bestimmte Rolle, wurde aber vor allem für die Suche nach Ersatzsängern bei kurzfristigen Absagen geschätzt. Das Tool konnte nicht nur die Namen aller Sängerinnen und Sänger anzeigen, die diese Rolle gesungen hatten, sondern man konnte auch anhand der Spielpläne der Künstlerinnen und Künstler herausfinden, ob sie verfügbar waren, und man konnte die Management- und Kontaktdaten der Künstlerinnen und Künstler nutzen, um mit ihnen Kontakt aufzunehmen.

### Jüngste Entwicklungen
2019 erwarb Arts Consolidated ApS, ein auf darstellende Künste spezialisiertes dänisches Unternehmen, Operabase. Für den Relaunch von Operabase wurde eine Website in Form einer serviceorientierten Architektur (SOA) entwickelt, die „eine flexible Schnittstelle bietet, die auf die Bedürfnisse der einzelnen Nutzer eingeht“.

## Öffentliche Website
Die Datenbank wurde von Gibb und Muriel Denzler betrieben. Wie Gibb und Denzler in einem Artikel auf der Website von Opera Europa (der europäischen Opernservice-Organisation, die den in den USA und Kanada existierenden Organisationen Opera America und Opera.ca ähnelt) anmerken, bieten sie spezialisierte Dienste für Opernfachleute an, wobei die Website „Casting-Tools, Künstlereinträge, Managementdetails und Informationen über Produktionen“ enthält. Sie betonen jedoch, dass die Website ursprünglich für die breite Öffentlichkeit geschaffen wurde.
Operabase ist inzwischen in 34 Sprachen verfügbar und bietet Opernfachleuten kostenpflichtige Dienste an, obwohl die Website für jeden Internetnutzer kostenlos durchsuchbar ist.

## Professionelle Website
Die professionellen Dienste stehen Unternehmen, Festivals, Opernhäusern, Theatern, Orchestern, Chören, Agenturen, Künstlern, Wissenschaftlern und Journalisten zur Verfügung.

## Statistik
Im Herbst 2010 erstellte Operabase anlässlich der 250.000sten gespeicherten Aufführung eine Statistik. Diese Statistiken wurden auf dem dritten Europäischen Opernforum vorgestellt, das von Opera Europa im März 2011 in London organisiert wurde. Im Herbst 2013 wurden die Statistiken aktualisiert, um die Zahlen der Saison 2012/13 zu zeigen.
Die Operabase-Rangliste der meistgespielten Opern bildete die Grundlage für eine Reihe von Musikfragen in einer Ausgabe der BBC University Challenge, die im Juli 2014 ausgestrahlt wurde. Die Teilnehmer wurden gebeten, drei Opern aus der Operabase-Liste anhand von Tonaufnahmen von Maria Callas zu identifizieren.

### Meistgespielte Komponisten
In den fünf Spielzeiten 2008/09 bis 2012/13 wurden 2415 verschiedene Werke von 1161 verschiedenen Komponisten gespielt. Die beliebtesten Komponisten waren:
1. Giuseppe Verdi, mit 2.586 Aufführungen von 28 Opern
2. Giacomo Puccini, mit 1.893 Aufführungen von 12 Opern
3. Wolfgang Amadeus Mozart
4. Richard Wagner
5. Gioachino Rossini

Mehr als 600 der in diesem Zeitraum gespielten Komponisten waren noch am Leben. Die am häufigsten gespielten Komponisten waren Philip Glass, Hans Werner Henze und John Adams. Kaija Saariaho war die meistgespielte Komponistin überhaupt.

### Die beliebtesten Opern
In der Spielzeit 2015/16 waren die beliebtesten Opern insgesamt:
1. La traviata (1853, Verdi) mit 4190 Vorstellungen bei 869 Aufführungen
2. Die Zauberflöte (1791, Mozart) mit 3310 Aufführungen in 561 Aufführungen
3. Carmen (1875, Bizet) mit 3280 Vorstellungen und 691 Aufführungen
4. La Bohème (1896, Puccini) mit 3131 Vorstellungen in 672 Aufführungen
5. Tosca (1900, Puccini) mit 2694 Aufführungen in 608 Aufführungen

Die beliebtesten Opern von Komponisten aus dem 20. Jahrhundert (d. h. von Komponisten, die nach 1900 geboren wurden) waren The Turn of the Screw von Benjamin Britten und Lady Macbeth von Mzensk (1934, Dmitri Schostakowitsch). Die beliebtesten Werke von Komponisten, die am 31. Juli 2012 noch lebten, waren das Monodrama Das Tagebuch der Anne Frank (komponiert 1968, Grigorij Frid) und die Oper Dead Man Walking (2000, Jake Heggie).

### Die meisten Opernhäuser
In der Spielzeit 2015/16 waren die Städte mit den meisten Opernaufführungen:
1. Moskau mit 582 Aufführungen
2. Wien mit 535 Aufführungen
3. Berlin mit 527 Aufführungen
4. London mit 427 Aufführungen
5. Sankt Petersburg mit 422 Aufführungen

## Geschichte
Die Datenbank und Website wurde 1996 durch den englischen Opernliebhaber Mike Gibb als Hobby begonnen, der anfänglich die Rollen des „Designers, Programmierers, der Eingabe-Schreibkraft und des Praktikanten“ einnahm. 1999 machte Gibb sein Projekt zur Vollzeitbeschäftigung. Die Website ist frei von Werbung, der Umsatz wird durch die Abonnements für die Professional-Version erzeugt. 2006 waren 96 % der täglich 10.000 Website-Besucher Nutzer der kostenlosen Version.
2006 wurde Operabase in der Fachzeitschrift opernwelt als „umfangreichste Online-Datenbank zum internationalen Musiktheater“ bezeichnet. Die Idee sei „bestechend, ihre Ausführung bewundernswert“. In jenem Jahr waren in der Datenbank 160.000 Vorstellungen eingetragen, von denen 30.000 im Zeitfenster des kostenfreien Bereichs lagen. 2011 gab es 270.000 Vorstellungen in der Datenbank, die Produktionen unter Beteiligung von 35.000 Künstlern an weltweit mehr als 600 Häusern erfassten. Unverändert lagen 30.000 dieser Einträge im Zeitfenster des kostenfreien Bereichs.
Die Benutzeroberfläche der Website war von Anfang an mehrsprachig verfügbar, bis 2012 waren 22 Sprachen verfügbar.